# Caradrina fidicularia
Caradrina fidicularia är en fjärilsart som beskrevs av Morrison 1874. Caradrina fidicularia ingår i släktet Caradrina och familjen nattflyn. Inga underarter finns listade i Catalogue of Life.